# Liu Wei (tafeltennisspeelster)
Liu Wei (Shandong, 27 oktober 1969) is een Chinees voormalig tafeltennisspeelster. Ze werd samen met Wang Tao in 1991, 1993 en 1995 drie keer achter elkaar wereldkampioen gemengd dubbelspel, waarbij ze in 1993 samen met Qiao Yunping ook de wereldtitel voor vrouwendubbels won. Wei stopte met internationale toernooien in 1996 en betrad op 22 mei 2003 de ITTF Hall of Fame.

## Sportieve loopbaan
Naast haar vier wereldtitels in individuele disciplines, werd Wei een vijfde keer wereldkampioen met de Chinese landenploeg in Tianjin 1995. Met de nationale selectie won ze eveneens de WTC-World Team Cup in zowel 1991 als 1995.
Wei's laatste grote internationale evenement was het tafeltennistoernooi van de Olympische Zomerspelen 1996. Daar viel ze in het enkelspel met een vierde plek net buiten de prijzen. In het dubbelspel haalde ze samen met landgenote Qiao Yunping zilver. In de finale was het duo Deng Yaping/Qiao Hong het betere, nadat het een jaar eerder in de WK-dubbelspelfinale van 1995 Wei (tevens met Junping) ook van haar zesde WK-goud afhield.

## Erelijst
Belangrijkste resultaten:
- Zilver in het vrouwendubbel op de Olympische Zomerspelen 1996
- Wereldkampioen dubbelspel 1993 (met Qiao Yunping)
- Wereldkampioen gemengd dubbel 1991, 1993 en 1995 (allen met Wang Tao)
- Winnares WK-landenploegen 1995 (met China)
- Halve finale WK-enkelspel 1995
- Winnares WTC-World Team Cup 1991 en 1995 (met China)
- Winnares Azië Cup enkelspel 1991 en 1993
- Winnares Aziatische Spelen dubbelspel 1994
- Winnares Aziatisch kampioenschap dubbelspel 1994